# 宇出津站
宇出津站（日语：／ Ushitsu eki */?）是位於石川縣鳳珠郡能登町宇出津，能登鐵道的能登線車站（廢站）。此站曾經為急行列車之停靠站，同時為能登線的一座重要車站。

## 歷史
- 1960年（昭和35年）4月17日 - 日本國有鐵道（國鐵）能登線鵜川至此站之間開通[1][2]，車站啟用。
- 1963年（昭和38年）10月1日 - 此站至松波站之間開業[1][2]。
- 1981年（昭和56年）11月20日 - 結束處理貨物止[2]。
- 1987年（昭和62年）4月1日 - 伴隨國鐵分割民營化，車站由西日本旅客鐵道（JR西日本）營運。
- 1988年（昭和63年）3月25日 - 能登線由能登鐵道繼承[1][2][3]。
- 2005年（平成17年）4月1日 - 能登線廢除，此站也被廢除[1][2]。
- 2014年（平成26年）4月26日 - 此站遺址開設「Concert能登」[4]。
- 2020年（令和2年）
  - 1月6日 - 能登町公所遷移至此站遺址[5]。
  - 4月1日 - 北鐵奧能登巴士（日语：北鉄奥能登バス）「宇出津站前」改名為「能登町公所前」。

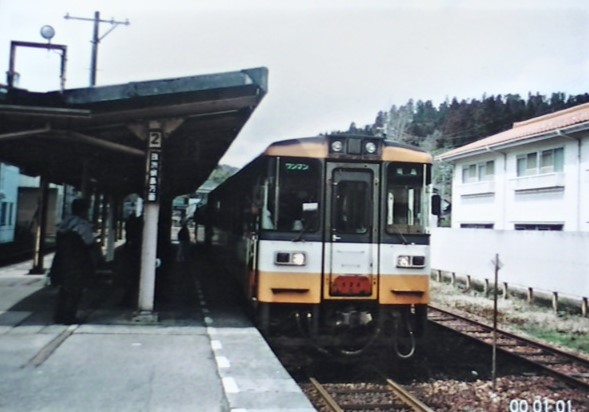
站內。右邊停靠列車為前往蛸島 （2005年3月）

## 車站構造
截至車站廢除前，車站是一座地面車站，設有1面2線的島式月台和數條側線。此站是有人車站。另外在廢線前，能登鐵道總站也在此站內。

## 車站周邊
- 能登町公所
- 公立宇出津綜合醫院
- 能登町立宇出津小學（日语：能登町立宇出津小学校）
- 能都郵局
- 國道249號

## 使用狀況
根據「石川縣統計書」，以下為車站廢除前各年度1日平均乘車人次：
| 年度   | 1日平均 乘車人次 |
| ------ | ---------------- |
| 1990年 | 962              |
| 1991年 | 885              |
| 1992年 | 864              |
| 1993年 | 757              |
| 1994年 | 791              |
| 1995年 | 751              |
| 1996年 | 899              |
| 1997年 | 658              |
| 1998年 | 625              |
| 1999年 | 606              |
| 2000年 | 576              |
| 2001年 | 472              |
| 2002年 | 374              |
| 2003年 | 337              |
| 2004年 | 335              |

## 巴士路線
| 宇出津站前巴士總站 |                                      |
| 北鐵奧能登巴士     | 珠洲宇出津特急線：金澤方向、珠洲方向 |
| 北鐵奧能登巴士     | 奧能登線：穴水方向、珠洲方向         |
| 北鐵奧能登巴士     | 太田原線：穴水方向                   |
| 北鐵奧能登巴士     | 町野線：柳田、町野、輪島方向         |
| 北鐵奧能登巴士     | 曾又線：前往上曾又                   |

## 其他

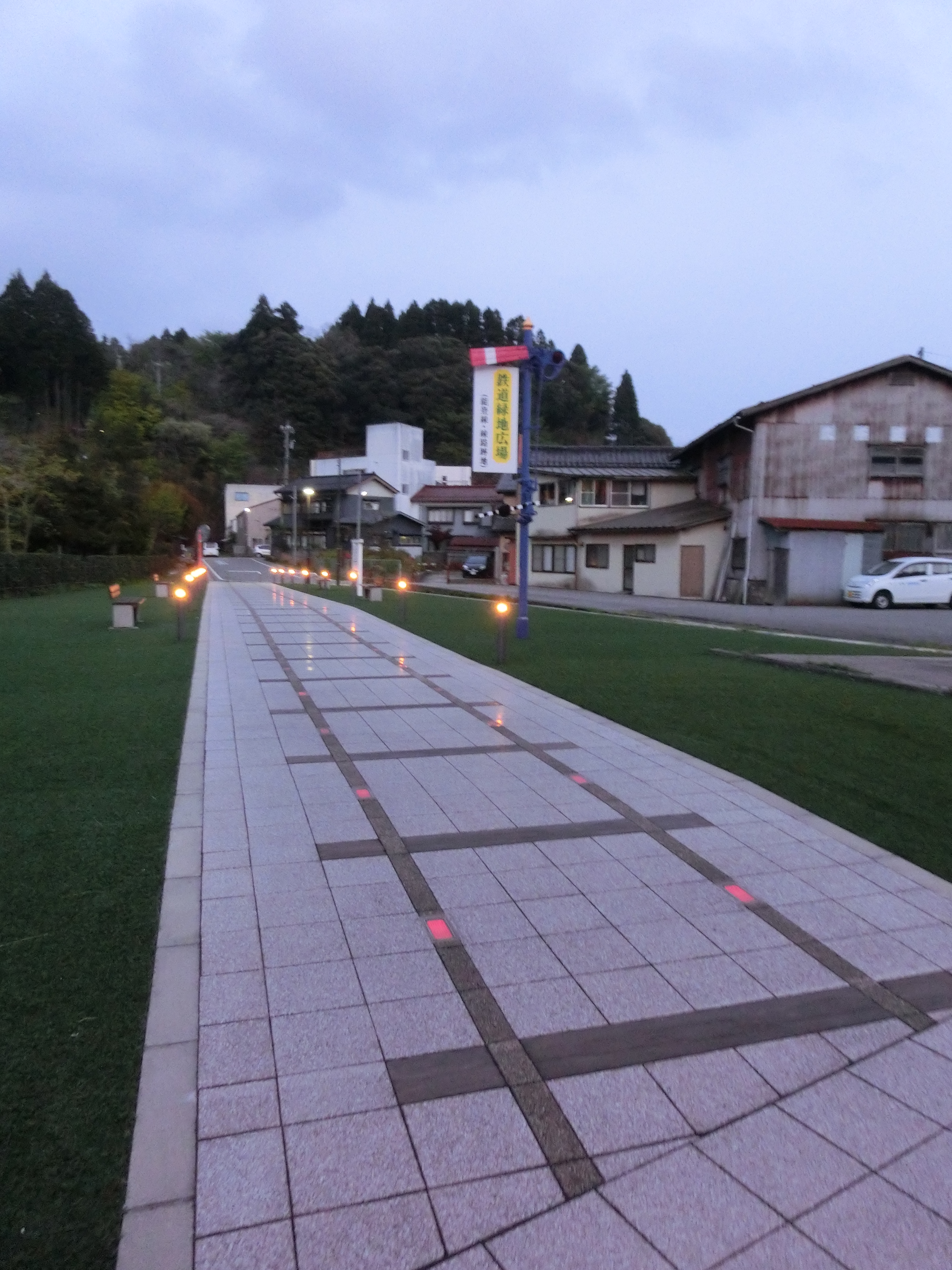
宇出津站遺址的鐵道廣場(2017年4月)

在能登線廢除後，車站大樓用作觀光詢問處。後來由於進行再開發，使被拆毀和撤走。遺址於2014年（平成26年）4月26日開設集宇出津公民館和能登町立中央圖書館於一身的交流設施Concert能登。在2020年（令和2年）1月6日起，能登町公所遷移至該設施旁邊。
月台曾經計劃保留作為紀念之用，但是後來由於變更計劃而撤走。隨後於靠近羽根站一處建設了「鐵道綠地廣場」，當中沒有使用能登鐵道遺留下來的的設備。

## 相鄰車站
能登鐵道
能登線
藤波－宇出津－羽根

## 注腳
1. 1 2 3 4   (PDF). 能登町広報情報推進課. 2017-04-01  [2021-02-23] （日语）.
2. 1 2 3 4 5  寺田裕一. . Neko出版. 2010-12-29: 9. ISBN 978-47770-1091-2 （日语）.
3. ↑  . 中日新聞Web. 2020-12-05  [2021-02-23]. （原始内容存档于2022-02-17） （日语）.
4. 1 2   (PDF). 能登町広報情報推進課. 2014-04-01  [2021-02-23]. （原始内容 (PDF)存档于2022-03-31） （日语）.
5. 1 2   (PDF). 能登町總務課. 2020-01-01  [2021-02-23]. （原始内容 (PDF)存档于2022-01-30） （日语）.
6. ↑  寺田 2010，第11頁.

## 外部連結
- Concert能登 （页面存档备份，存于）（日語）